# S. L. Huang
Œuvres principales
- Série Cas Russell

S. L. Huang est une autrice américaine de science-fiction et la première femme à être armurière professionnelle à Hollywood. Elle remporte le prix Hugo de la meilleure nouvelle courte 2020 avec As the Last I May Know.

## Biographie
Shi Lian Huang, connue sous le nom de Lisa, est originaire du New Jersey. Elle obtient un diplôme en mathématiques au MIT avant de déménager à Los Angeles,. Elle est connue pour sa série Cas Russell. Elle commence comme autrice auto-éditée, puis elle est éditée par Tor Books. En 2020, elle écrit une courte fiction qui remporte le Prix Hugo de la meilleure nouvelle courte, As the Last I May Know,. Elle est publiée dans un certain nombre d'anthologies et de magazines tels que Strange Horizons (en) et The Best American Science Fiction & Fantasy 2016,,.
Elle travaille également comme cascadeuse et experte en armes à feu. Elle participe notamment à la série Battlestar Galactica et Raising Hope ainsi que Top Shot et Adjugé, vendu !. Elle travaille avec des acteurs tels que Nathan Fillion, Sean Patrick Flanery, Jason Momoa et Danny Glover.

### Vie privée
S. L. Huang s'identifie comme genderqueer.

## Œuvres

### SérieCas Russell
1. (en) Zero Sum Game, 2014
2. (en) Null Set, 2019
3. (en) Critical Point, 2020

Nouvelles
- (en) A Neurological Study on the Effects of Canine Appeal on Psychopathy, or Rio Adopts a Puppy, 2015
- (en) An Examination of Collegial Dynamics as Expressed Through Marksmanship, or Ladies' Day Out, 2015

### Romans indépendants
- (en) Burning Roses, 2020
- Les Hors-la-loi de l'eau, Céleste, 2025 ((en) The Water Outlaws, 2023), trad. Laurie Cerveau, 656 p.  (ISBN 978-2-487-39230-4)

### Anthologies
- (en) Up and Coming: Stories by the 2016 Campbell-Eligible Authors, 2016Écrit avec Kurt Hunt.
- (en) The Vela, Serial Box, 2019Écrit avec Becky Chambers, Yoon Ha Lee, Lydia Shamah et Rivers Solomon.

### Nouvelles
- (en) Hunting Monsters, 2014
- (en) By Degrees and Dilatory Time, 2015
- (en) Fighting Demons, 2015
- (en) My Grandmother's Bones, 2016
- (en) The Documentarian, 2016
- (en) The Little Homo Sapiens Scientist, 2016
- (en) The Last Robot, 2017
- (en) Split Shadow, 2017
- (en) Time Travel Is Only for the Poor, 2017
- (en) The Woman Who Destroyed Us, 2018
- (en) Dulce et Decorum, 2018
- (en) Devouring Tongues, 2018
- (en) As the Last I May Know, 2019
- (en) Add Oil, 2020
- (en) The Million-Mile Sniper, 2020
- (en) Burning Roses, 2020